# Mad Juana
för den historiska personligheten, se Johanna den vansinniga
Mad Juana är en New York-baserad musikgrupp, vars drivkrafter är Karmen Guy och Sami Yaffa (eg. Sami Lauri Takamäki). Musiken blandar flamenco och mariachi-tradition med reggae, blues och punk. Mad Juana grundades i mitten av 1990-talet och har gett ut tre skivor med en ständigt skiftande familj av musiker. Namnet kommer från den sinnessjuka drottningen av Kastilien, känd som Juana la Loca - eller Johanna den vansinniga.

## Biografi

### En nystart i Spanien
Samarbetet mellan basistlegenden Sami Yaffa (Sami Lauri Takamäki) och hans fru Karmen Guy började år 1994, strax efter att de båda hade träffats i sin hemstad New York. De hade ett kortlivat projekt vid namn Lewd Vagrant, som naturligt utvecklades till Mad Juana. År 1995 beslöt Guy och Yaffa att ta en paus från rocklivet i New York och flyttade till Spanien. Eftersom båda var stora vänner av folkmusik och flamenco, var det naturligt att plocka upp influenser i det nya hemlandet. Det var också här Guy blev inspirerad av historien om den galna drottning Johanna av Kastilien och Aragonien och beslöt att låna hennes namn till det lika galna musikaliska projektet.
Guy och Yaffa skrev musik i Spanien och åkte sedan till Samis fosterland Finland för att spela in den första skivan tillsammans med perkussionisten Affe Forsman. Yaffa själv utökade sin instrumentskala till gitarr, zaranga och dragspel, medan Guy stod för sång, gitarr och basgitarr. Skivan var inte avsedd för kommersiell succé (och det fick den inte heller), utan var ett utlopp för Yaffa och Guy för att göra en typ av musik som de tyckte att New Yorks rockvärld inte gav dem utrymme för. Skin Of My Teeth utkom år 1997.

### Punkflamencon landar i New York
Väl tillbaks i New York samlade Yaffa och Guy på sig ett gäng likasinnade vänner och började spela på klubbar under namnet Mad Juana. Gruppen fick snabbt ett rykte som ett energiskt och hypnotiskt liveband, som fritt blandade punk med flamenco och tango. Karmen Guy har beskrivits som en sexgudinna eller en Patti Smith som häxdoktor. Sami beslöt sig för att enbart spela gitarr i Mad Juana, och in togs blåsinstrument, violin, rytminstrument och dragspel. Över åren har uppsättningen fluktuerat stort och gruppen blev snarare ett familjärt kollektiv av musiker som kommit och gått. Med har funnits såväl gamla vänner från punk- och glamrock-åren, som folkmusiker och jazzartister.
Uppträdandena har blivit sporadiska på grund av Samis övriga åtaganden som basist, men trots det har Mad Juana turnerat både i Europa och USA och gett ut ytterligare två skivor. In Your Blood kom ut år 2000 och den hittills mest uppmärksammade Acoustic Voodoo år 2005, nu med en rätt stadig uppsättning musiker. Efter år 2003 har Sami fått dela sin tid mellan Mad Juana och det återuppståndna The New York Dolls.

## Medlemmar

### Nuvarande medlemmar
- Karmen Guy – sång, melodika, rytminstrument
- Sami Yaffa – akustisk gitarr
- Marni Rice – dragspel
- Danny Ray – tenorsaxofon
- Jimmy Vespa – trumpet
- Paul Garisto – congas, rytminstrument

### Tidigare medlemmar
- Richard Bacchus – gitarr
- Harri Kupiainen – gitarr, keyboard
- Puter Puigserver – basgitarr
- Wylie Wirth – trummor
- Affe Forsman – trummor, rytminstrument
- Joe Rizzo – trummor
- Maukka Palmio – trummor, slagverk, keyboard, gitarr
- Jimmy Lonesome – vibrafon, keyboard
- Javier Becerra – saxofon
- Satoru – koto, gitarr

## Diskografi
Studioalbum
- Skin Of My Teeth (1997)
- In Your Blood (2000)
- Acoustic Voodoo (2005)
- Bruja On The Corner (2008)
- Kumpania (2011)

EP
- Acoustic Voodoo (2003)